# Лужне заводнення
Лужне заводнення — спосіб впливу на пласт при розробці нафтових родовищ.
При взаємодії нафт (що містять кислотні компоненти) з лужними розчинами утворюються водорозчинні солі, які є поверхнево-активними компонентами. На відміну від процесу нагнітання розчинів ПАР при лужному заводненні водорозчинні солі формуються безпосередньо на контакті нафти з розчином лугу. Внаслідок цього покращуються миючі та нафтовитісняючі властивості вод. При низьких значеннях поверхневого натягу води деякі нафти здатні спонтанно утворювати емульсії нафти у воді, що мають підвищену в'язкість. Вважається, що, прямуючи в першу чергу шляхами з найменшим фільтраційним опором, вони забивають їх, вирівнюючи таким чином неоднорідність фільтраційних полів, що супроводжується збільшенням коефіцієнта охоплення пластів заводненням. У процесі нагнітання лужного розчину в нафтонасичене пористе середовище внаслідок взаємодії з кислотними компонентами нафти і з деякими мінералами концентрація лугу на фронті витіснення знижується. При цьому утворюються три зони: збіднена лугом; взаємодії лугу з кислотними компонентами нафти; область контакту лужного розчину з нафтою, що не містить кислотних компонентів. Для збереження високої активності розчину лугу у свердловини нагнітають облямівку (рос.-оторочку) з підвищеним вмістом NaOH, яка потім просувається по пласту під впливом чистої води. В результаті лужного заводнення нафтовіддача збільшується на 5 — 15 %.